# 초월 (드라마)
《초월》(超越)은 2022년 방송되었던 중국의 드라마이다.

## 등장인물
- 리겅시 - 천몐 역
- 후쥔 - 천징예 역
- 장궈창 - 장훙 역
- 도송암 - 이구이민 역
- 사일 (沙溢) - 정카이신 역
- 메이팅 - 왕하이옌 역
- 왕쯔젠 - 왕쯔라이 역
- 마려 (马丽) - 우칭훙 역